# Детонатор

Разрез запала к французской гранате Borstein Granat образца 1935 года

Детона́тор — часть взрывного устройства, содержащая заряд взрывчатого вещества, более чувствительного к внешним воздействиям, чем бризантное взрывчатое вещество основного заряда. Детонатор предназначен для надёжного возбуждения взрыва основного заряда артиллерийского снаряда, мины, авиабомбы, боевой части ракеты, торпеды, а также подрывного заряда.
При срабатывании детонатора в объёме взрывчатого вещества возникает бегущий фронт ударной (детонационной) волны, и за счёт его высокой скорости производит очень быстрое выделение энергии в пределах заряда. При этом следует разделять горение и детонацию, последняя имеет ряд отличительных признаков — скорость окислительно-восстановительной реакции превышает скорость распространения звуковой волны в среде, в то время как горение весьма редко превышает десятки метров в секунду. Также следует отметить, что для горения есть существенные ограничения по скорости (собственно, почему для взрывных работ редко применяются пороховые смеси — они горят, а не взрываются, без образования бризантного эффекта) обусловленные процессами диффузии и испарения компонентов смеси, в то время как процесс детонации происходит в более короткие промежутки времени, минуя стадию испарения компонентов. По сути, при детонации формируется фронт повышенного давления и температуры, способный к самоподдержанию и лавинообразному росту выделения энергии. Именно скорость энерговыделения и обуславливает эффективность взрыва.
Детонаторы можно разделить на химические и физические, исходя из природы возбуждающего подрыв процесса.
Рабочим веществом химического детонатора может являться, например, гремучая ртуть, тринитрорезорцинат свинца + азид свинца и др. Приведение их в действие обычно осуществляется механическим воздействием (удар бойка о капсюль патрона).
Наиболее широко распространённым примером физического детонатора является электрозапал — точечный нагревательный элемент высокой мощности.
Существуют также и другие виды детонаторов, где для возбуждения взрыва используются химические реакции, трение и т. п.

## Безопасность
Детонатор — наиболее опасная часть боеприпаса или подрывного заряда, требующая наибольшей защиты от несанкционированных воздействий. Во многих боеприпасах детонатор обычно скрыт в глубине боеприпаса и защищён от случайного срабатывания различными предохранительными устройствами. Чаще всего дело непосредственно с детонаторами имеют профессиональные сапёры.
Изготовить в домашних условиях или в «гражданской» лаборатории детонатор, способный взорвать тротил или иное бризантное взрывчатое вещество, достаточно трудно в силу специфичности его компонентов, за исключением детонатора на основе пероксида ацетона.